# Côme
Pour les articles homonymes, voir Côme (homonymie).
Côme (en italien Como, en lombard Còmm) est une ville italienne, chef-lieu de la province du même nom dans la région de Lombardie. Lors du recensement de 2018, elle comptait un peu plus de 83 000 habitants.
Elle est particulièrement connue pour être située sur le lac qui porte son nom et pour être la cité d'origine des écrivains romains Pline l'Ancien et Pline le Jeune.

## Géographie

### Situation
Côme se trouve à 45 km au nord de Milan.

### Communes limitrophes
Dans l'ordre alphabétique : 
Blevio, Brunate, Capiago Intimiano, Casnate con Bernate, Cavallasca, Cernobbio, Chiasso (CH-TI), Grandate, Lipomo, Maslianico, Montano Lucino, San Fermo della Battaglia, Senna Comasco, Tavernerio, Torno, Vacallo (CH-TI)

### Relief et hydrographie
La province de Côme appartient aux Alpes de Lombardie, mais Côme est située à la limite de la plaine du Pô.
Le lac de Côme constitue la plus grande étendue d'eau.

### Galerie

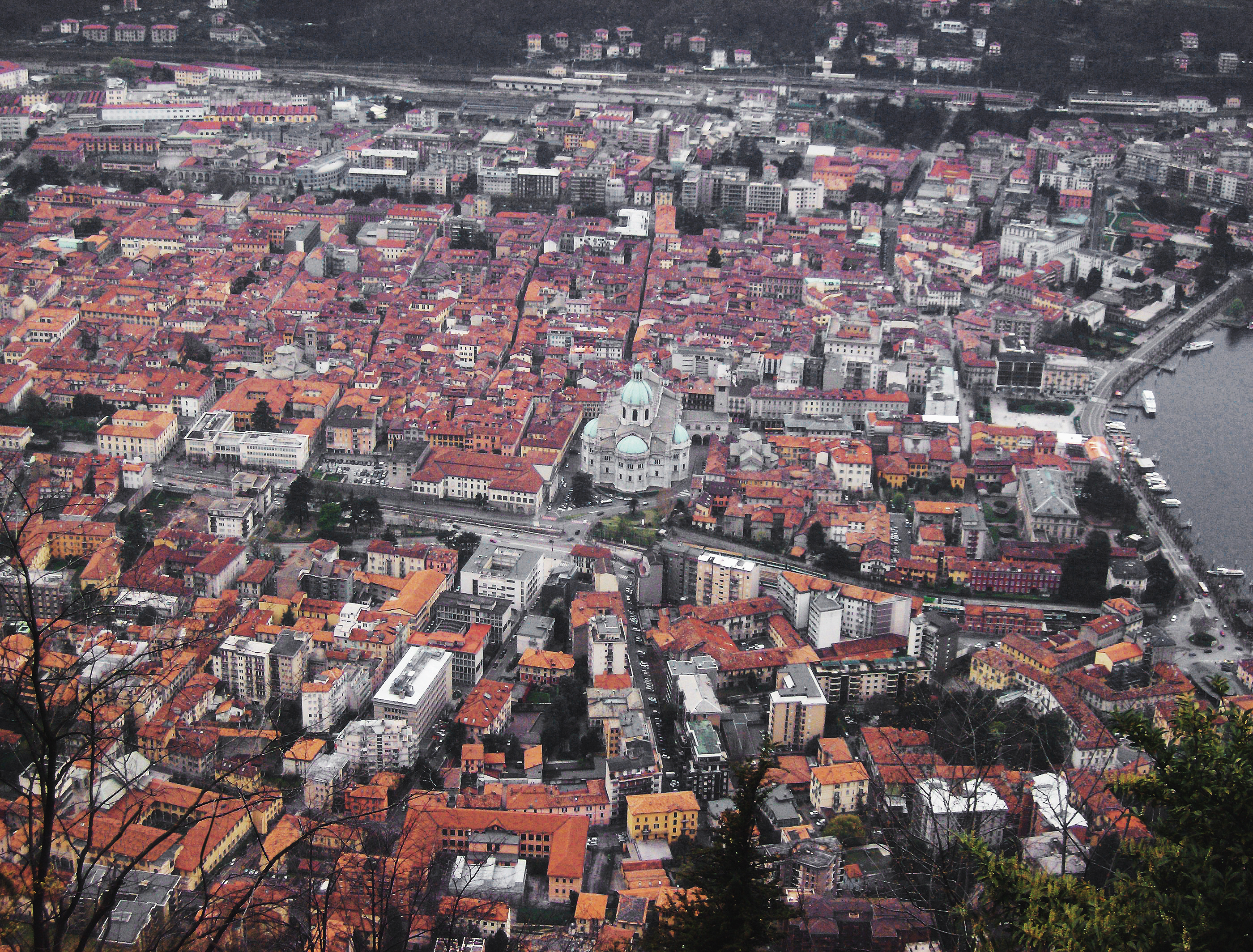
Vue du Belvédère.
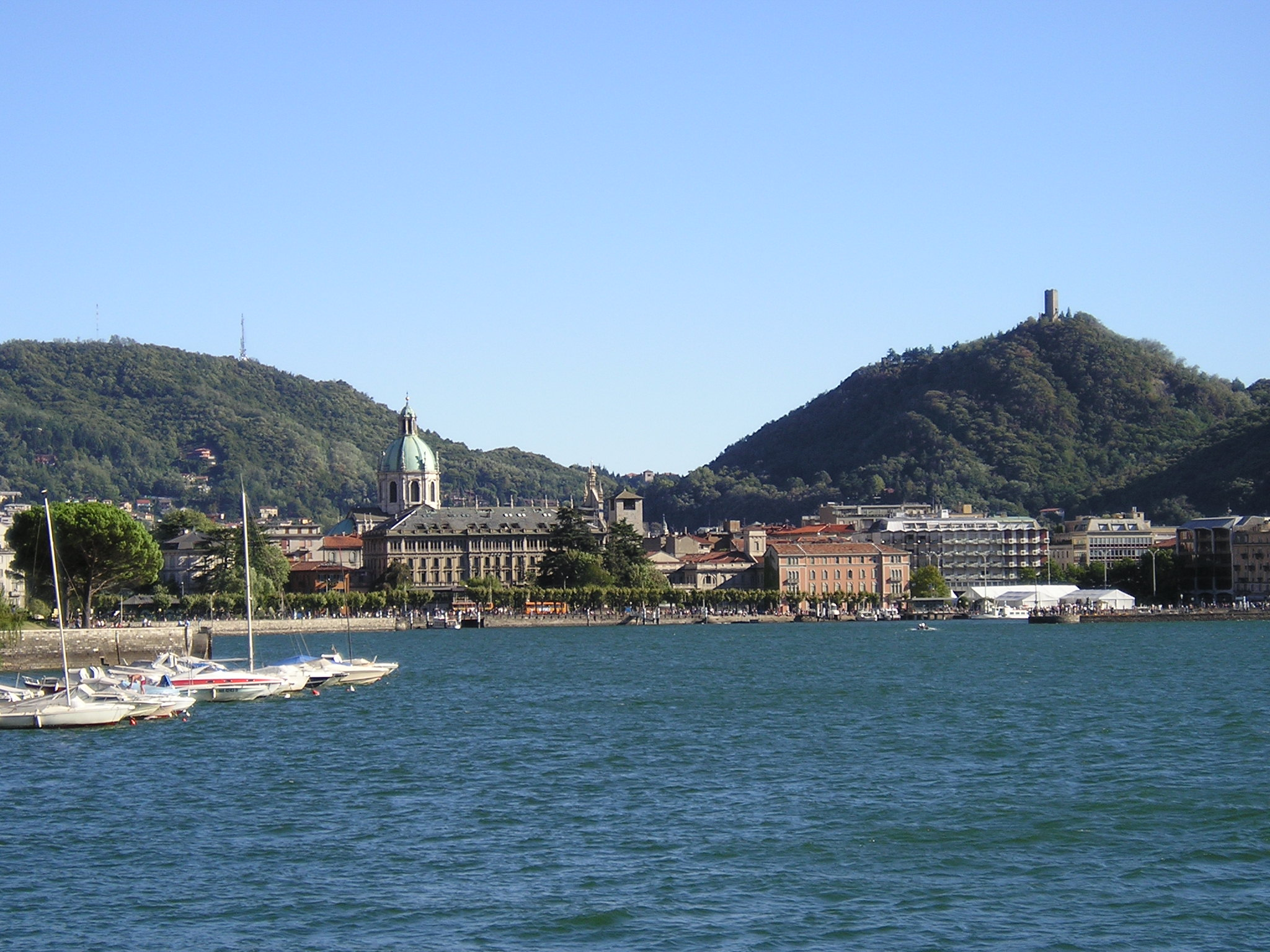
La ville vue du lac.
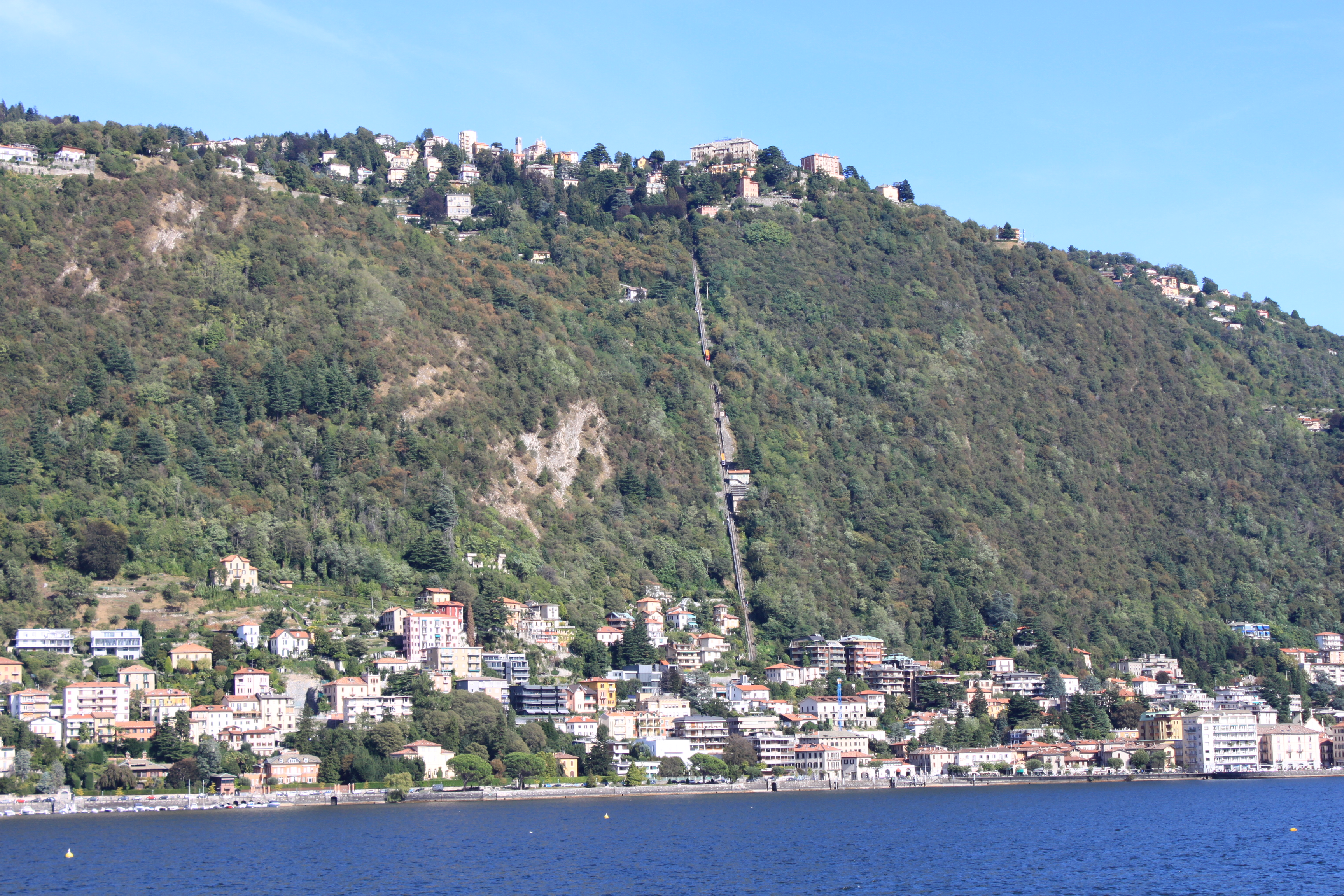
Funiculaire.
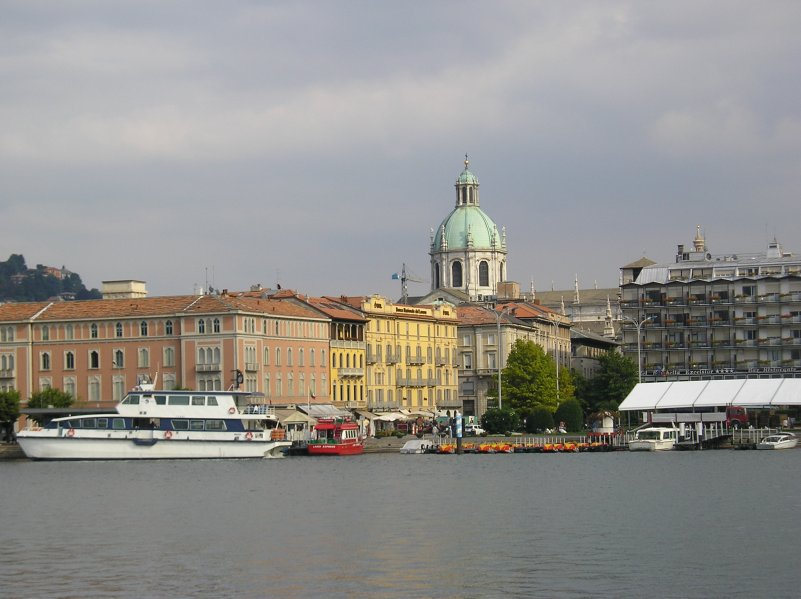
Vue du port de plaisance.

### Hameaux
La commune comporte un certain nombre de hameaux, donnés ici dans l'ordre alphabétique :
Albate, Breccia, Camerlata, Camnago Volta, Civiglio, Lora, Monte Olimpino, Muggiò, Ponte Chiasso, Prestino, Rebbio, Sagnino, Tavernola.

## Voies de communication et transport

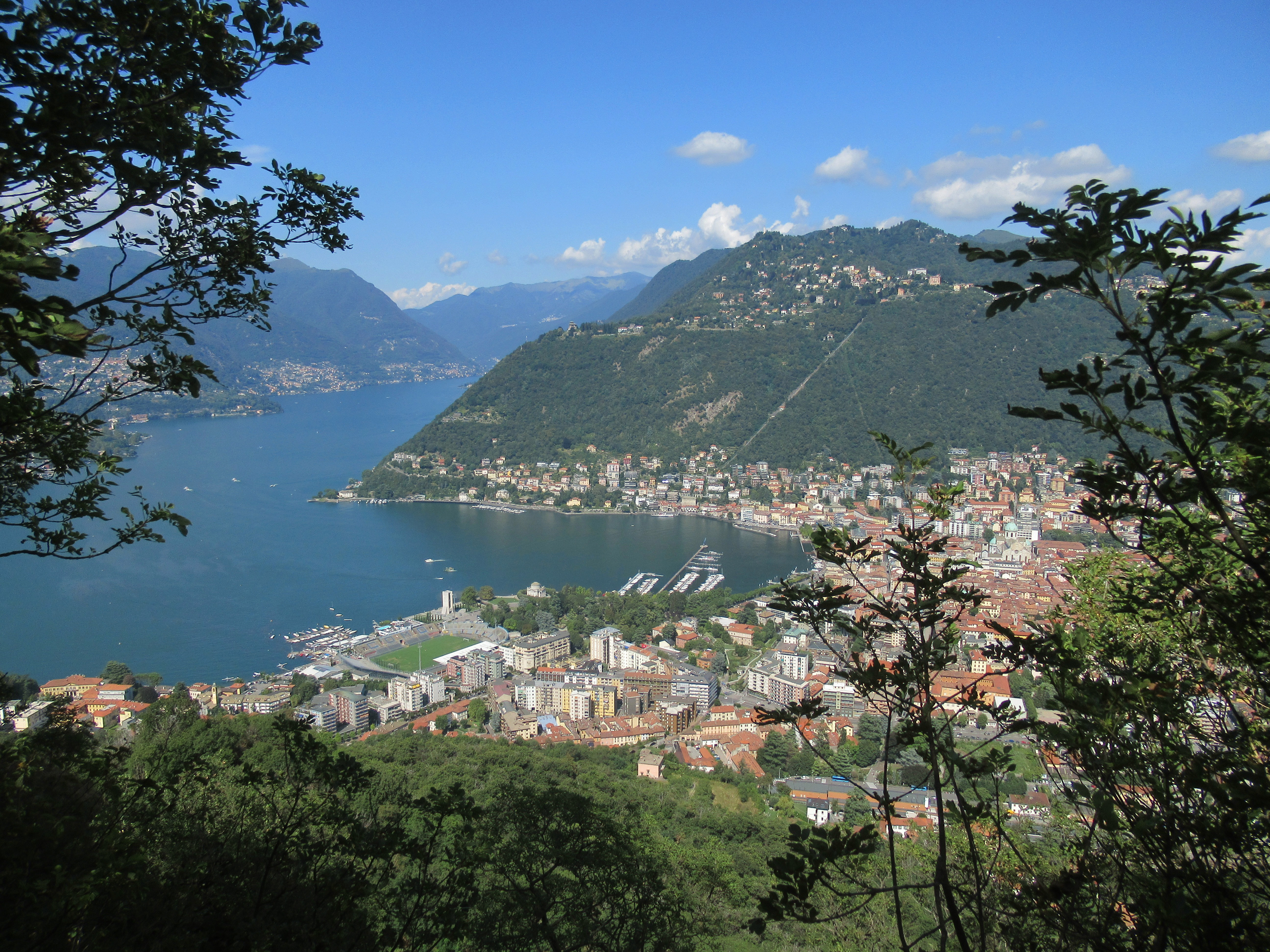
Vue de Côme et de son lac.

### Transport aérien
L'aérodrome de Côme est réservé aux hydravions sur le lac.

### Transport ferroviaire
Le service ferroviaire régional relie Côme en train à d'autres grandes villes en Lombardie. Les services sont fournis par Trenitalia et Ferrovie Nord Milano par deux gares principales : Como S. Giovanni (Trenitalia) et Como Lago (Lenord). Il y a une autre station urbaine desservie par Trenitalia (Albate) et trois autres stations urbaines desservies par Ferrovie Nord Milano (Como Borghi-Università, Como Camerlata Grandate Breccia).
La gare de Côme San Giovanni est aussi un arrêt de l'axe Nord-sud entre Milan Centrale et Zurich ou Bâle ce qui rend Côme très accessible à partir du réseau européen de trains express. Les billets peuvent être achetés en ligne auprès de Rail Europe.

### Transport routier
Le réseau de transport public local compte 11 lignes urbaines et des lignes reliant Côme avec la plupart des centres de sa province. Elles sont desservies par ASF Autoline.
Ferrovie Nord Milano fournit également d'autres lignes de bus reliant Côme à Varèse en substitution de la ligne ferroviaire d'origine qui a été abandonnée dans les années 1960.

### Transports locaux
Les bateaux et les hydroglisseurs (aliscafi) de la compagnie Navigazione Lago di Como relient la ville avec la plupart des villages situés sur les rives du lac.
Un service de taxi est assuré par la municipalité de Côme.
Un funiculaire, mis en service en 1894, relie le centre de Côme et Brunate, village situé sur une montagne à 715 mètres d'altitude.

## Gentilé
De nombreuses sources indiquent que le gentilé français de Côme est l'adjectif « comasque »,,,,,, qui correspond au gentilé italien comasco. 
Le terme « cômois » est moins souvent employé pour faire référence au lieu de naissance de l'auteur antique, Pline l'Ancien, originaire de l'oppidum de Comum,. Il est utilisé par exemple par le médiéviste Philippe Braunstein. 
Une troisième forme est employée dans certaines publications, celle de « cômien ».

## Histoire

### Période celtique
Les collines entourant l'emplacement actuel de Côme sont habitées au moins depuis l'âge du bronze par la tribu celte des Orobii. 
Des vestiges de cette période ont été trouvés dans les bois des collines au sud-ouest de la ville, notamment une nécropole, la « nécropole de Ca' Morta », datée des environs de 600/550 av. J.-C.,,. Elle comporte notamment une tombe à char princière, dite « tombe III/1928 » ou « tombe de Ca' Morta », qui remonte aux environs de 450 av. J.-C..

### Période romaine
Au Ier siècle av. J.-C., les Osobii sont soumis aux Romains. 
Leur ville principale (Comum) est alors située sur les collines voisines. Elle est déplacée sur son emplacement actuel à l'époque où Jules César est proconsul de Gaule cisalpine et de Gaule narbonnaise. Cet endroit est à l'époque un marécage près de la pointe sud du lac desséché. 
Le plan de la ville nouvelle est une grille typique de Rome avec des rues perpendiculaires. Elle est nommée Novum Comum et la cité dont elle est le chef-lieu a le statut de municipe.

### Haut Moyen Âge
En 774, la ville se rend lors de l'invasion des Francs de Charlemagne. Elle devient un centre d'échange commercial.

### Intégration au duché de Milan

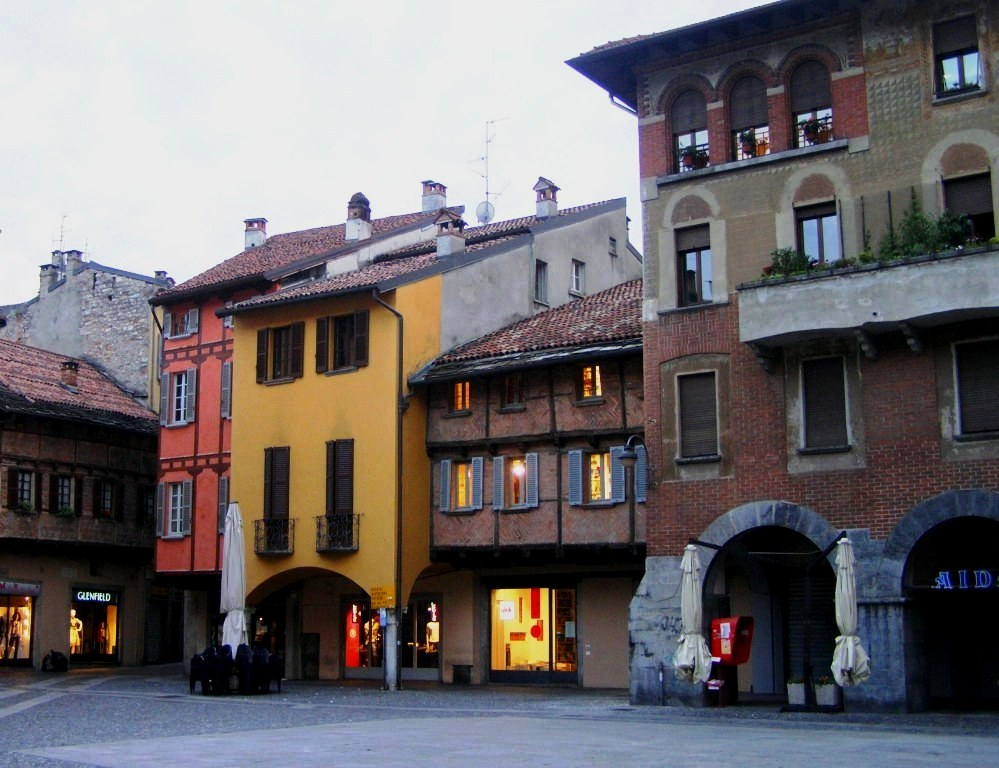
Place médiévale de San Fedele.

En 1127, Côme perdit une guerre s'étalant sur dix ans avec la ville voisine de Milan. 
Quelques décennies plus tard, avec l'aide de Frédéric Barberousse, Côme eut l'occasion de prendre sa revanche lorsque Milan a été détruite en 1162. Frédéric décida la construction de plusieurs tours défensives autour de la périphérie de la ville, dont une seule, le château Baradello, est restée intacte.
Par la suite, l'histoire de Côme par effet de résonance, a suivi celle des ducs de Milan (lesquels étaient détenteurs d'un territoire qui correspond approximativement aux actuelles limites de la région lombarde).
Elle voit se succéder l'invasion française (guerres d'Italie) puis la domination espagnole jusqu'en 1714.

### Période de domination autrichienne (1714-1861)
En 1714, le territoire de la Lombardie est attribué à la maison des Habsbourg d'Autriche (traité de Rastatt). 
Napoléon occupe la Lombardie en 1796, mais en 1815, la domination autrichienne reprend à la suite du congrès de Vienne : Côme fait désormais partie du Royaume lombardo-vénitien, gouvernement de Lombardie, chef-lieu de la province du même nom. 
En 1859, la ville est libérée par les troupes de Giuseppe Garibaldi et intégrée au royaume d'Italie nouvellement formé par la maison de Savoie.

### Dans l'Italie unifiée (depuis 1861)

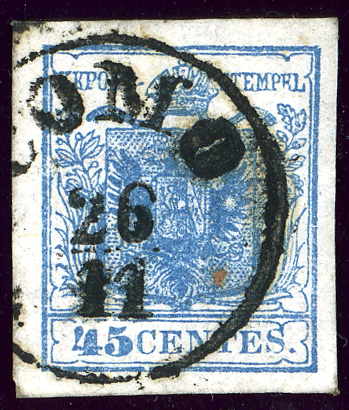
Timbre du Royaume lombardo-vénitien de 1850, 45 centesimi oblitéré à Côme.

À la fin de la Seconde Guerre mondiale, après avoir traversé Côme lors de sa fuite vers la Suisse, Benito Mussolini est fait prisonnier, puis abattu par des partisans à Giulino di Mezzegra, petite ville sur la rive nord du lac de Côme.

## Politique et administration
La ville est administrée par un conseil municipal de 32 membres élus pour un mandat de cinq ans. Les dernières élections ont eu lieu les 12 et 26 juin 2022.
| Période                                  | Période      | Identité            | Étiquette               | Qualité |
| ---------------------------------------- | ------------ | ------------------- | ----------------------- | ------- |
| 28 mai 2002                              | 29 mai 2007  | Stefano Bruni       | Forza Italia            |         |
| 29 mai 2007                              | 20 mai 2012  | Stefano Bruni       | Le Peuple de la liberté |         |
| 21 mai 2012                              | 26 juin 2017 | Mario Lucini        | Parti démocrate         |         |
| 26 juin 2017                             | 29 juin 2022 | Mario Landriscina   | Indépendant             |         |
| 29 juin 2022                             | en cours     | Alessandro Rapinese | Indépendant             |         |
| Les données manquantes sont à compléter. |              |                     |                         |         |

## Population et société

### Évolution démographique
Habitants recensés

### Sports
Les clubs sportifs notables sont une équipe de natation, « Como Nuoto », une équipe de basket-ball, deux fois vainqueur de l'Euroligue féminine de basket-ball, et Calcio Côme, une équipe de football. Il existe également de nombreuses activités récréatives disponibles pour les touristes comme les pédalos, pêche, randonnées et location d'hydravions.
Côme organise chaque année en août un tournoi de tennis sur dur du circuit ATP Challenger Tour. La ville accueille également chaque année l'arrivée du Tour de Lombardie.

## Économie
L'économie de Côme, jusqu'à la fin des années 1980, a été traditionnellement fondée sur l'industrie — en particulier, la ville est mondialement célèbre pour ses fabricants de soie —. Mais ces dernières années la concurrence à bas prix en provenance de Chine a considérablement réduit les marges de profit et de nombreuses petites et moyennes entreprises de fabrication ont cessé leurs activités.
En conséquence, la fabrication n'est plus le moteur de l'économie et la ville a été absorbée dans la zone métropolitaine de Milan, où elle fournit essentiellement des travailleurs du secteur tertiaire. Pour ces raisons, le tourisme est devenu de plus en plus important pour l'économie locale depuis les années 1990. La ville et le lac ont été choisis comme site de tournage de plusieurs longs métrages récents populaires, et cela, avec la présence croissante de célébrités comme George Clooney et Matthew Bellamy qui ont acheté des propriétés au bord du lac. Cela a renforcé le profil international de la ville et impulsé un nouvel élan au tourisme international.

## Culture et patrimoine

### Monuments religieux
- La cathédrale Santa Maria Assunta est commencée en 1396 sur le site d'une église romane. La façade est construite en 1457, avec une rosace caractéristique et un portail flanqué de deux statues de Pline l'Ancien et de Pline le Jeune, datant de la Renaissance. La construction est achevée en 1740. Le plan de l'intérieur est une croix latine, avec une nef gothique et deux nefs divisées par des pilastres. Elle comprend un chœur sculpté du XVIe siècle et des tapisseries réalisées sur des cartons de Giuseppe Arcimboldo. Le dôme est construit dans le style rococo par Filippo Juvarra.
- La basilique San Fedele est une église romane érigée vers 1120 sur un édifice préexistant. Le clocher d'origine a été reconstruit à l'époque moderne. La caractéristique principale est la célèbre porte de saint Fedele, sculptée avec un décor médiéval.
- L'église Sant'Agostino, construite par les cisterciens au début du XIVe siècle, a été largement rénovée au XXe siècle. Le cloître intérieur contient des fresques des XVe et XVIIe siècles, mais la plupart de la décoration est de style baroque.
- La basilique de Sant'Abbondio a été consacrée en 1095 par le pape Urbain II. L'intérieur, formé d'une nef principale et de quatre nefs latérales, est remarquable pour ses fresques du XIVe siècle.
- La basilique San Carpoforo remonte au XIe siècle (sauf l'abside et la crypte qui sont du XIIe siècle). Selon la tradition, elle fut fondée sur les vestiges d'un ancien temple du dieu Mercure pour abriter les restes de saint Carpophore et d'autres martyrs locaux.

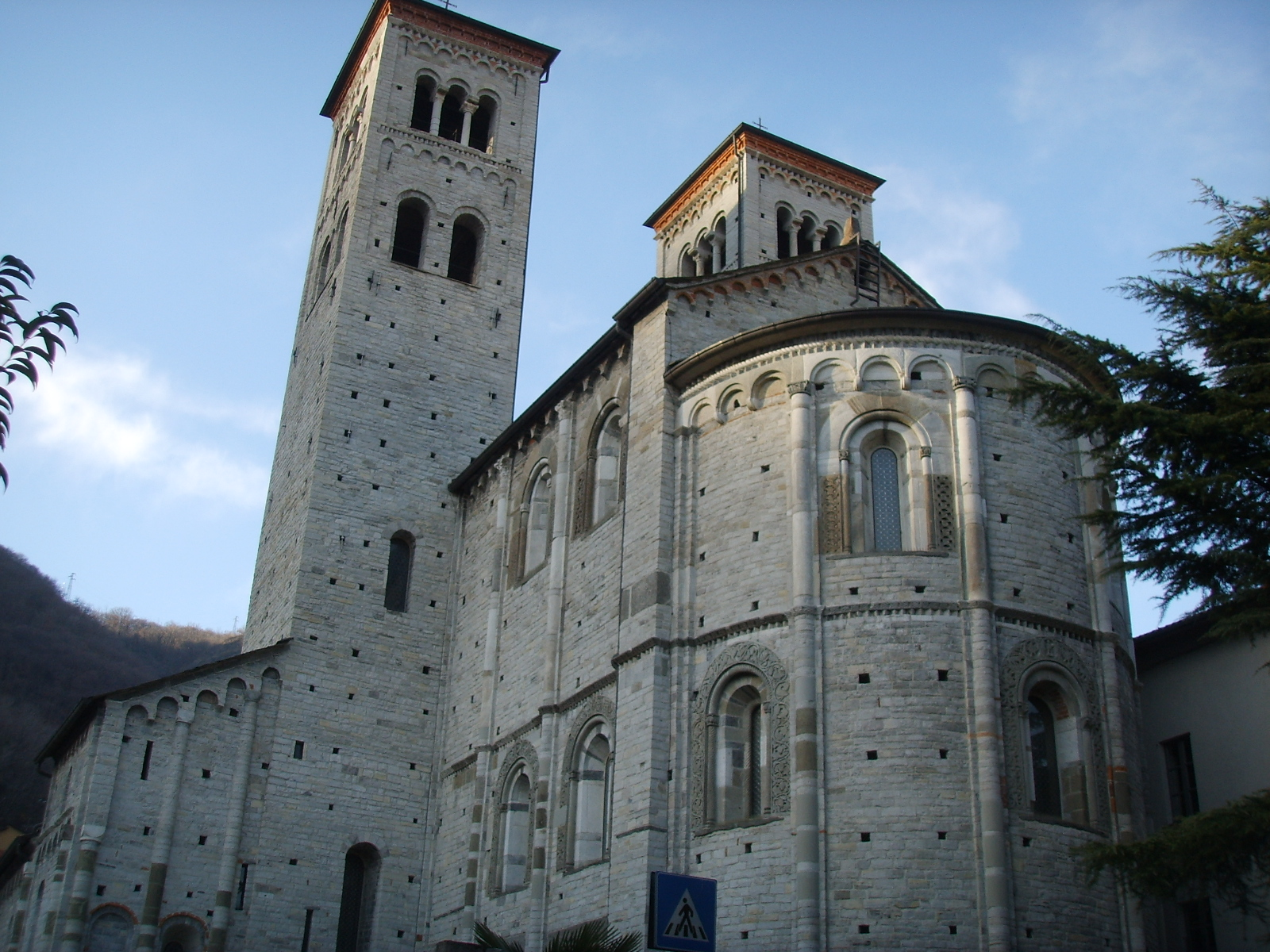
La basilique Sant'Abbondio.
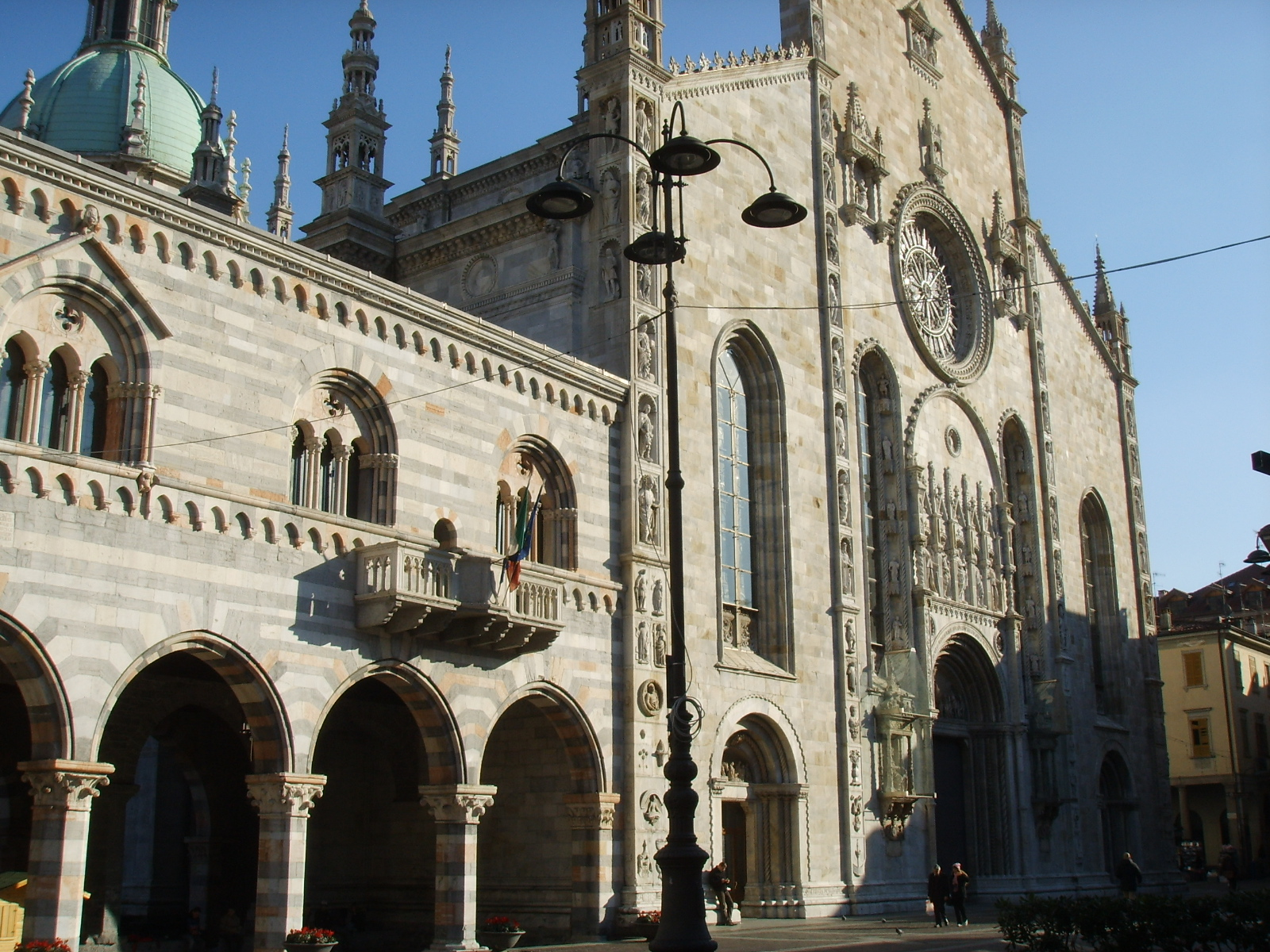
La cathédrale.
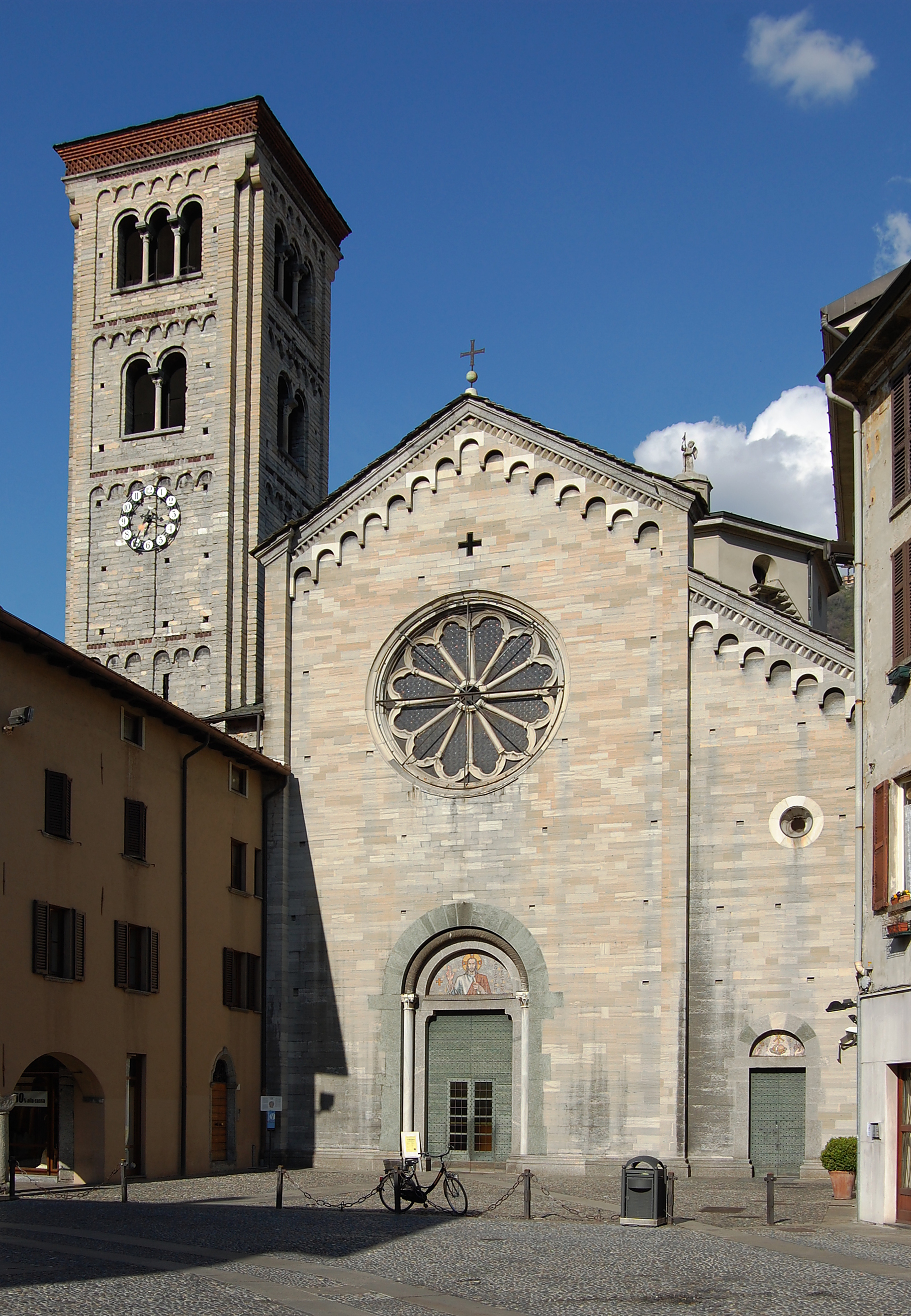
La basilique San Fedele.
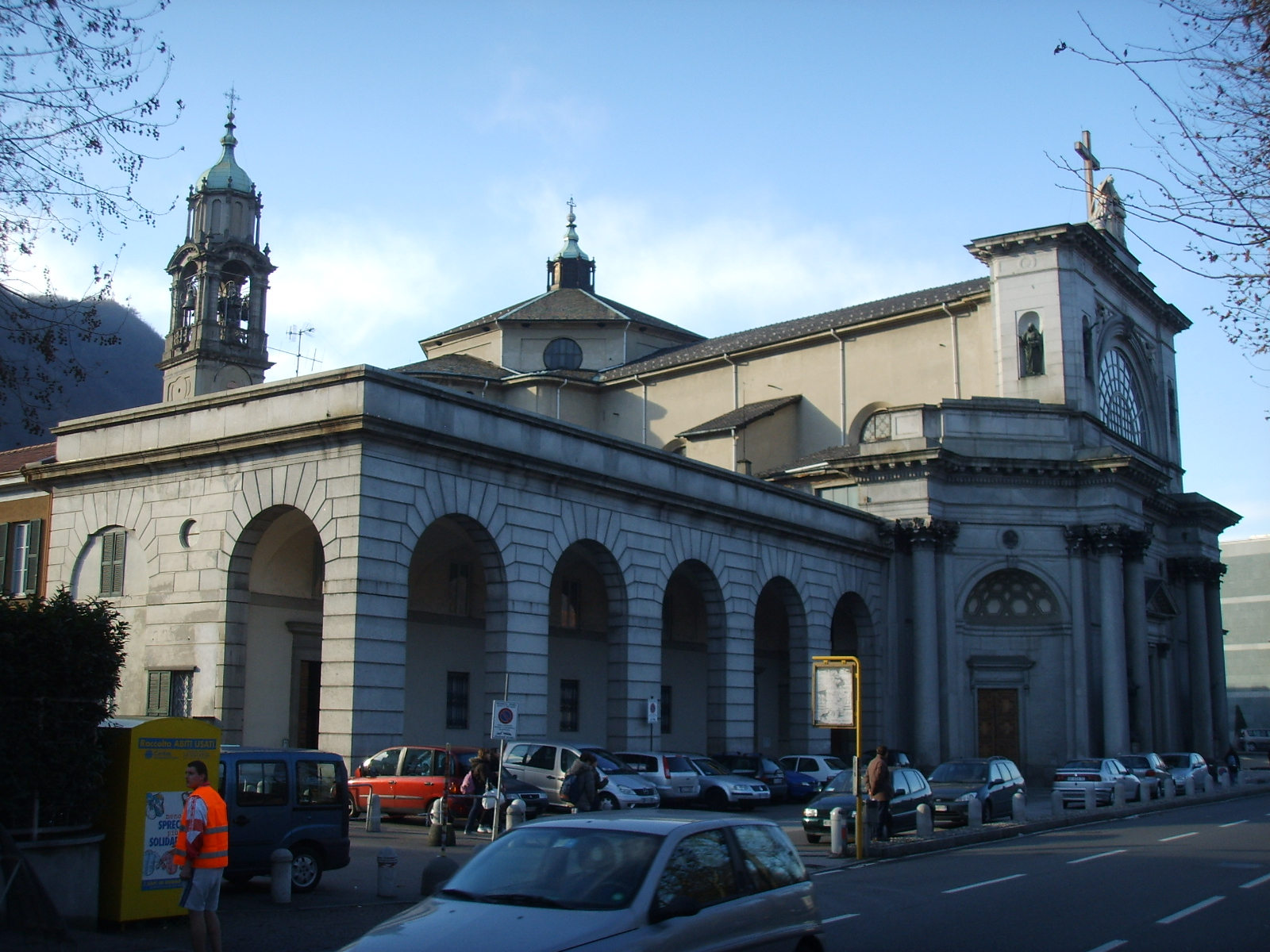
L'église du Saint-Crucifié.

### Monuments civils
- La Villa Olmo : centre des activités culturelles de Côme, salle de concerts, de spectacles, de théâtre, de congrès et d’expositions sous le nom de « Centre Volta ».
- L'ancien hôtel de ville, connu sous le nom de Broletto.
- La Casa del Fascio (1933-1936) ou « Maison du peuple » : malgré sa fonction de siège du parti fasciste local, ce bâtiment austère, revêtu de marbre, paraît pour les architectes comme un chef-d’œuvre de conception moderniste de l’architecte Giuseppe Terragni[16].
- Monument aux morts par Giuseppe Terragni.
- Le théâtre social par Giuseppe Cusi.
- Le temple de Volta.
- La Fontaine monumentale aussi connue comme la fontaine de Volta, est un monument dédié à la pile de Volta. Il a été conçu par l'architecte Carlo Cattaneo et le peintre Mario Radice. Cet édifice de ciment d'une hauteur de 9 mètres est composé d'une alternance de sphères et d'anneaux.
- Anciens murs médiévaux.
- Le château Baradello, un château médiéval surplombant la ville et qui est tout ce qui reste de la forteresse construite par Frédéric Barberousse en 1158.

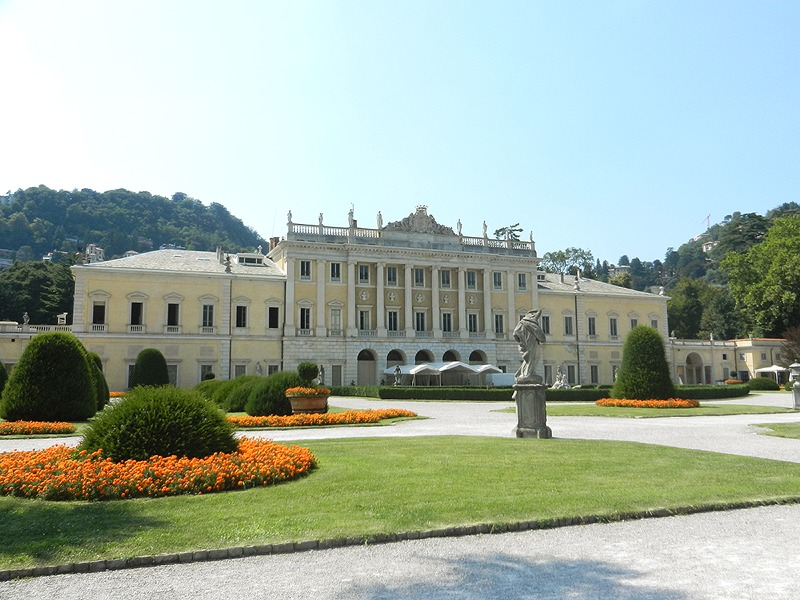
Villa Olmo.
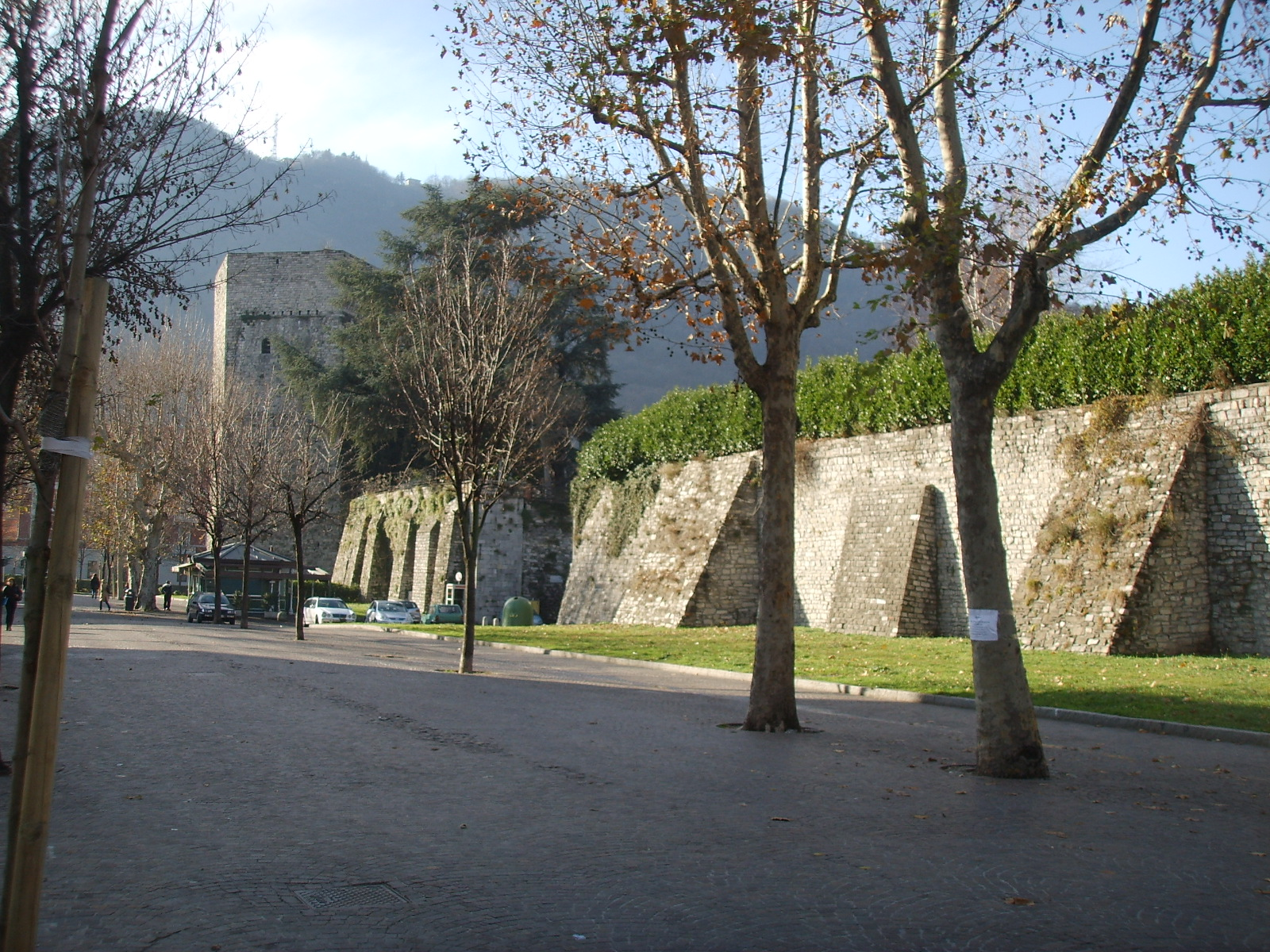
Murs médiévaux.
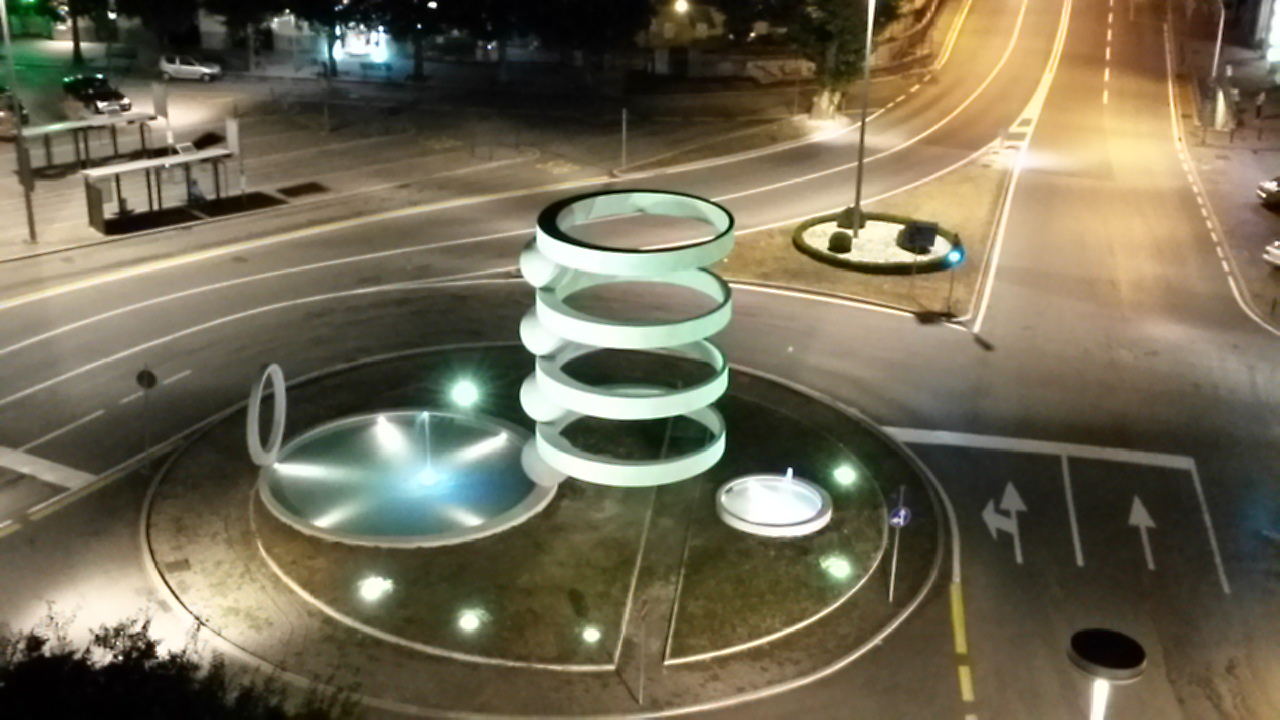
Fontaine de Camerlata ou fontaine de Volta.
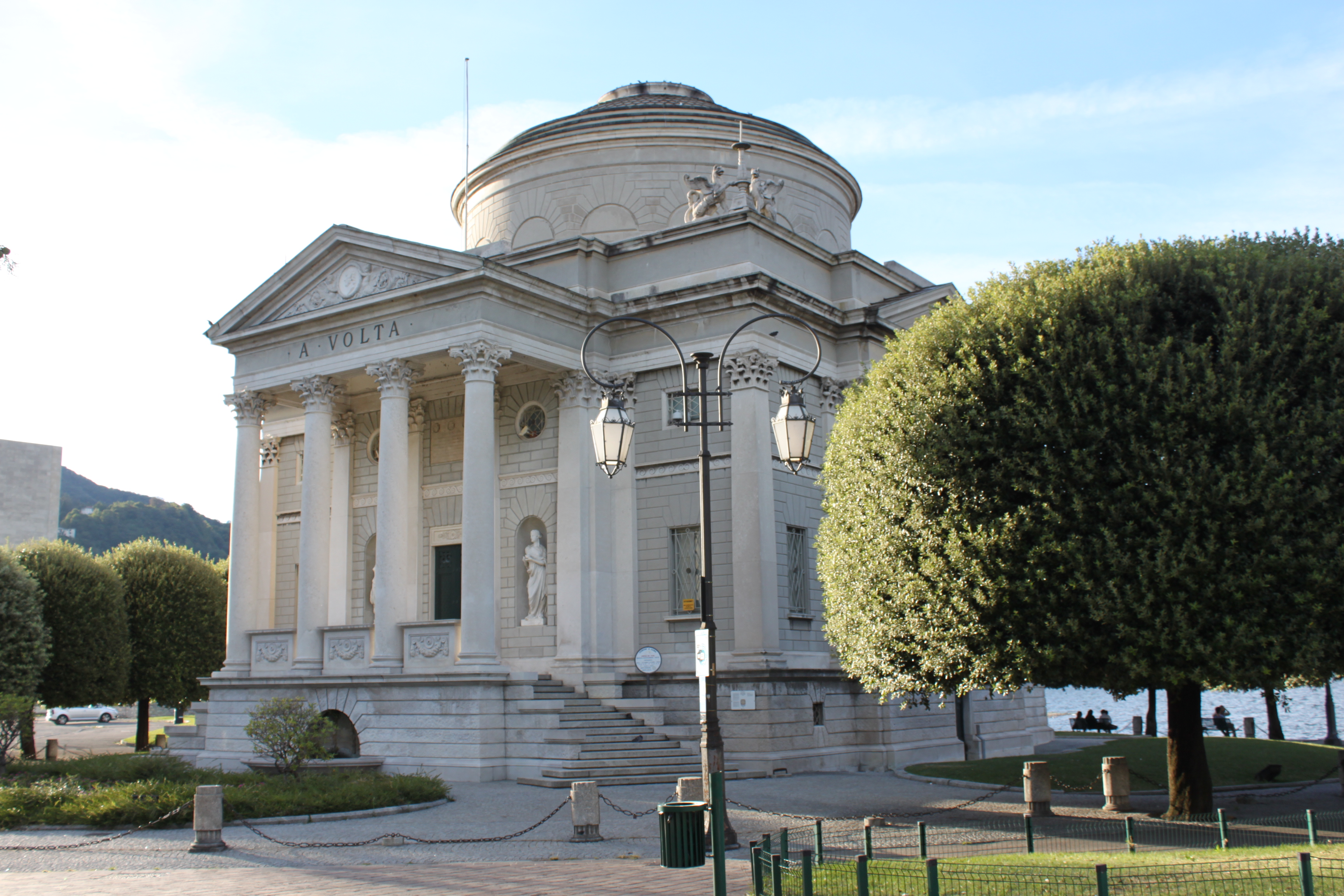
Temple de Volta.
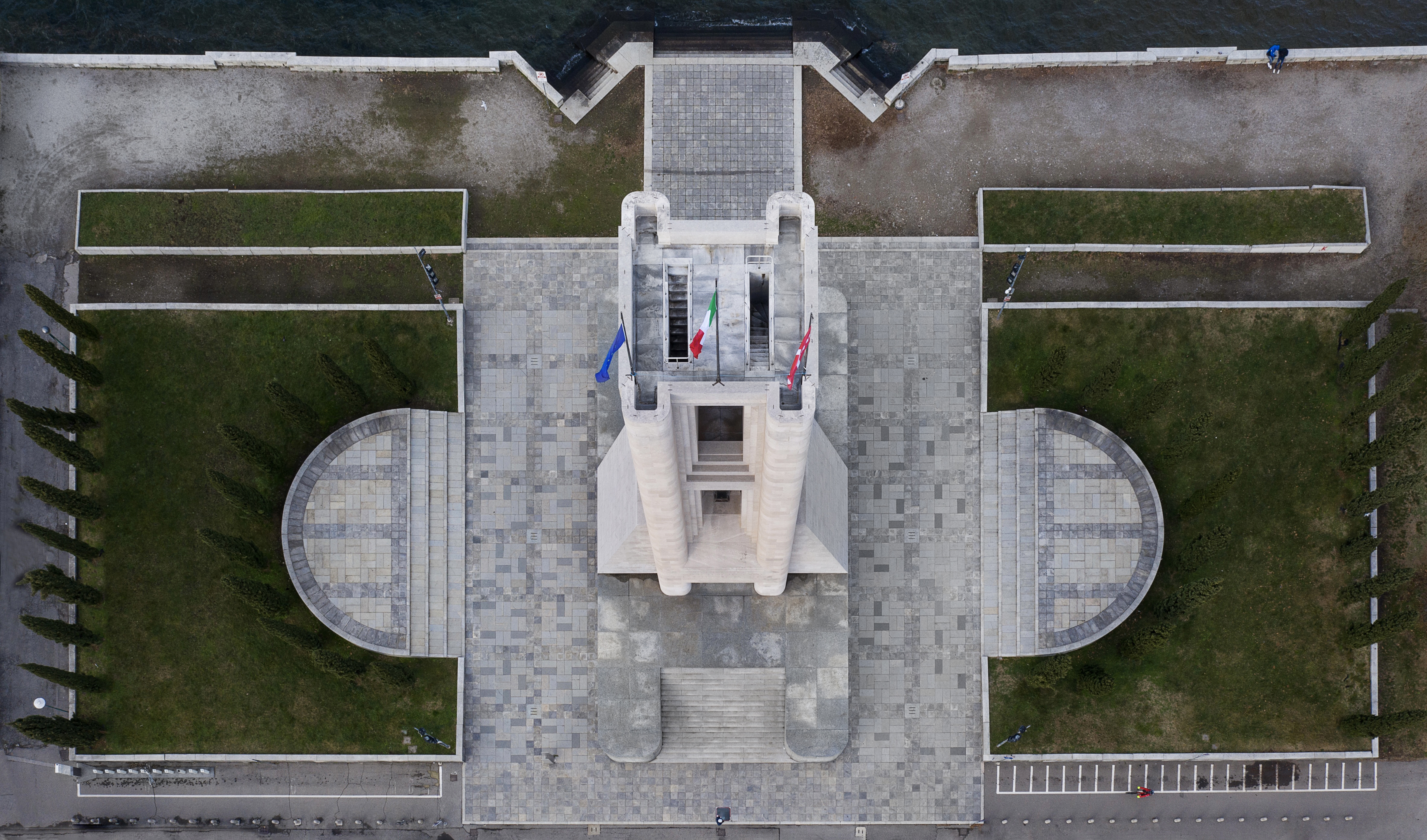
Monumento ai caduti (Como) (it), monument aux morts de la Première Guerre mondiale, vu du ciel. Décembre 2020.

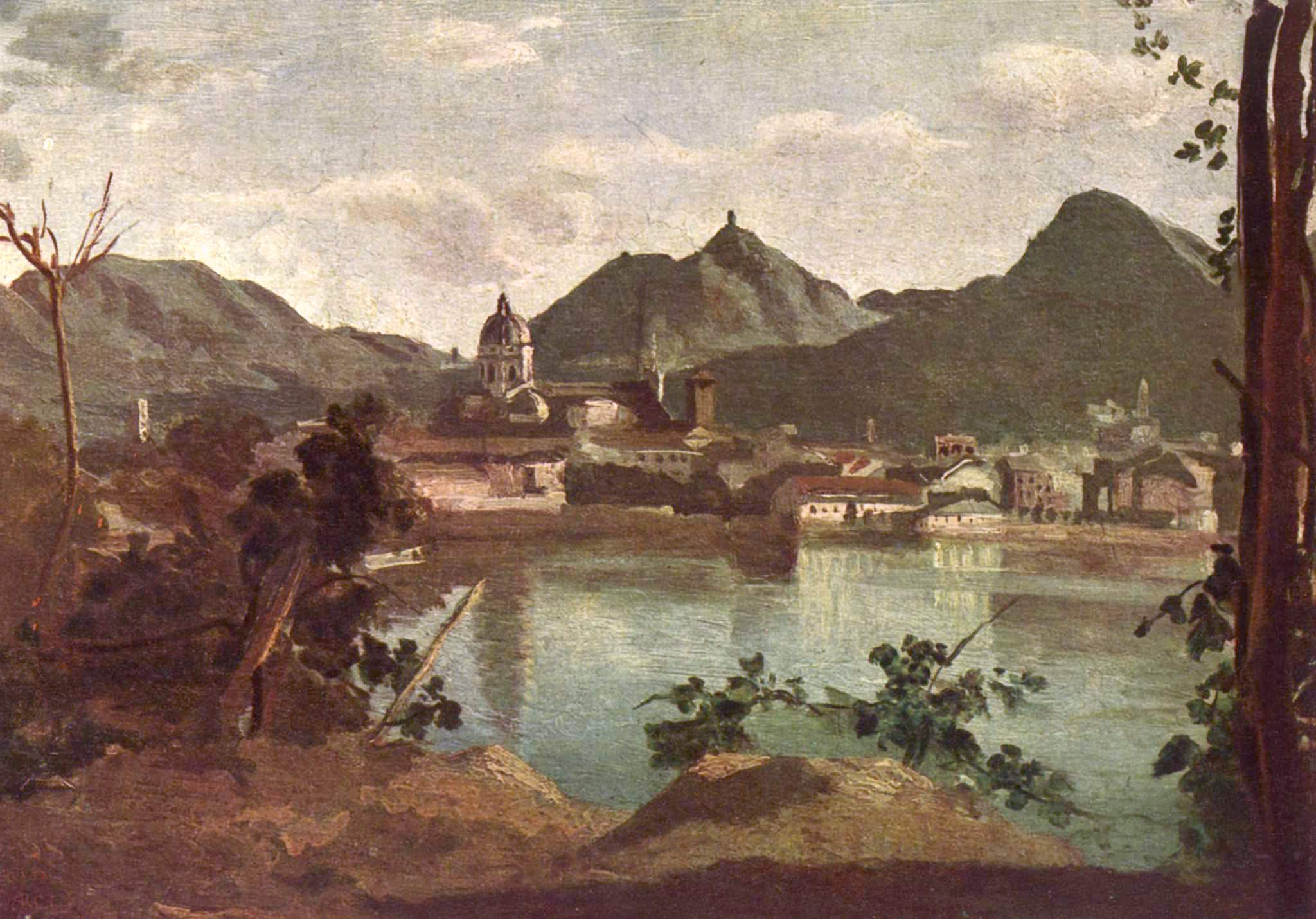
Côme, Jean-Baptiste Camille Corot, 1834.

## Personnalités
- Pline l’Ancien (Ier siècle) ;
- Pline le Jeune (IIe siècle) ;
- Paul Jove (1483-1552), physicien et historien ;
- Francesco Cigalini (1489-1551), humaniste et astrologue ;
- Innocent XI, né à Côme sous le nom de « Benedetto Odescalchi », pape de 1676 à 1689 ;
- Alessandro Volta (1745-1827) ;
- Luigi Porro Lambertenghi (1780-1860), entrepreneur, homme politique, député ;
- Louis Guanella (1842-1915), prêtre catholique, canonisé par le pape Benoît XVI ;
- Cosima Liszt (1837-1930), seconde femme du compositeur Richard Wagner ;
- Manuel Ortiz de Zárate (1887-1946), artiste chilien ;
- Antonio Sant'Elia (1888-1916), architecte ;
- Giuseppe Terragni, architecte mort dans la ville en 1943 ;
- Giorgio Perlasca, homme d'affaires et héros de la Seconde Guerre mondiale, né à Côme en 1910 ;
- Antonio Spallino (1925-2017), escrimeur, y est né ;
- Pierangelo Summa (1947-2015), metteur en scène, créateur de masques, y est né e y travailla plus de 25 ans ;
- Gabriele Oriali (1952), footballeur ;
- Carlotta Clerici (1965), dramaturge et metteur en scène, y est née ;
- Fabio Casartelli (1970-1995), coureur cycliste italien ;
- Gianluca Zambrotta (1977), footballeur ;
- Floraleda Sacchi (1978), harpiste ;
- Patrick Cutrone (1998), footballeur ;
- Filippo Mondelli (1994-2021), rameur italien ;
- Francesco Somaini (1926-2005), sculpteur ;
- Cesc Fabregas (4 mai 1987), footballeur professionnel.